# Керченский морской торговый порт
«Керченский торговый порт» (укр. «Керченський торговельний порт»; филиал государственного унитарного предприятия Республики Крым «Крымские морские порты») расположен в Керчи на берегу незамерзающей Керченской бухты Керченского пролива Азовского моря.

## История
- В 1775 году Екатерина II предоставила грекам право основать поселение вблизи крепости Керчь. Им было обещано открытие «свободного и вольного» порта.
- В мае 1818 года император Александр I посетил Керчь и осматривая с горы Митридат Керченскую бухту, заметил: «Жаль только, что эти моря не оживлены торговыми кораблями», но дело затягивалось. В 1821 году керченский итальянец, выходец из Генуи Раффаеле Аугустинович Скасси написал «на высочайшее имя» «Записку о керченском порте и его торговле», где обосновывал необходимость учреждения в городе торгового порта и градоначальства. Он писал: "«Нет сомнений, что расположение Крыма благоприятствует торговле, и что Керчь, расположенная в его крайней точке, станет центром самых больших торговых операций между Европой и Азией». Вскоре после этого, 10 октября 1821 года, император подписал указы об учреждении порта и Керчь-Еникальского градоначальства.
- В 1822 году Керченский порт открылся для вывозной и привозной торговли. В это же время начали действовать портовая карантинная контора и портовая таможня.
- В 1828 году, по проекту инженера-полковника К. Потье, был построен карантин. По мнению керченского градоначальника Ф. Ф. Вигеля, карантин мог считаться «первейшим в России и не последним в Европе». Керченский порт благотворно повлиял на экономику края, а население к 1847 году составило около 12 тысяч человек.

## Общая информация
Керченский морской торговый порт находится в непосредственной близости к Черноморским путям транспортировки нефти, международным транспортным коридорам и Босфору (выходу в Средиземное море).
Порт расположен на берегу незамерзающей Керченской бухты.
Подходной канал порта отходит от Еникальского колена Керчь-Еникальского канала в 1,1 мили к ESE от мыса Белый и ведет к Широкому молу порта.
На побережье Керченского пролива самые холодные месяцы — январь, февраль. Преобладающие ветра — NE. Порт открыт для захода судов круглый год.
Безопасность прохождения судов обеспечивается Центром регулирования движения судов (ЦРДС).
Порт оказывает погрузо-разгрузочные услуги, хранение на открытых площадках, общей площадью 140 тыс. м². и в крытых складах площадью 12 тыс. м².
Якорная стоянка позволяет перерабатывать любые виды грузов, как у причалов порта, так и рейде.
Акватория порта составляет 868 тысяч квадратных метров.

### Причалы

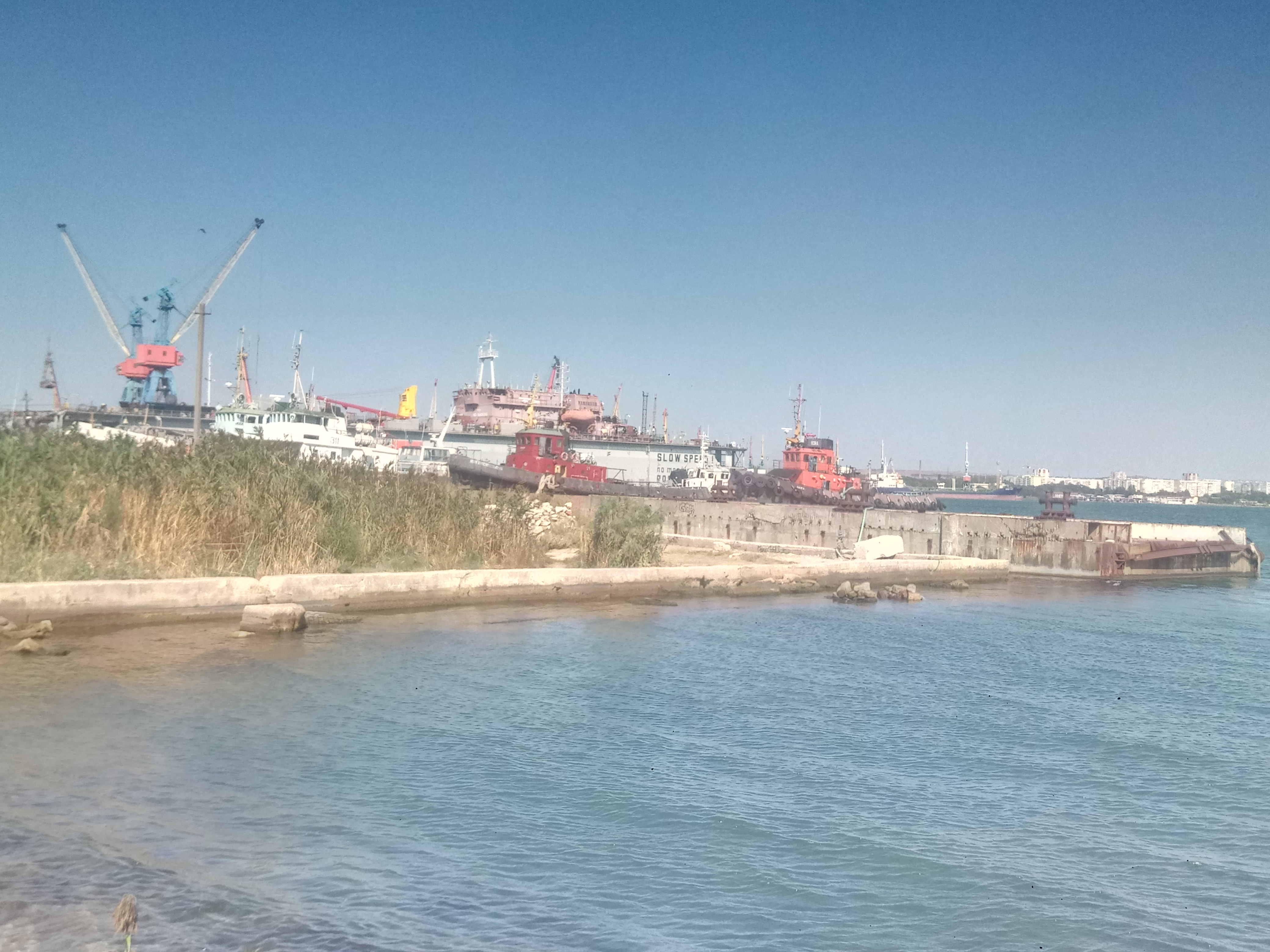

В порту два производственно-перегрузочных комплекса, 7 грузовых причалов, 1 причал морвокзала, 1 причал портофлота, 3 причала Керченской паромной переправы.
Подъездные железнодорожные пути позволяют обрабатывать грузы по фронту и в тылу причалов.
Порт оснащен современным оборудованием, позволяющими перерабатывать 2,5 млн т в год генеральных грузов у причалов, и до миллиона тонн на рейде.
Причалы:
- глубоководный причал — длина 354,1 м, глубина у кордона — 9 м,
- строительный причал — длина 101,5 м, глубина у кордона — 3,5 м,

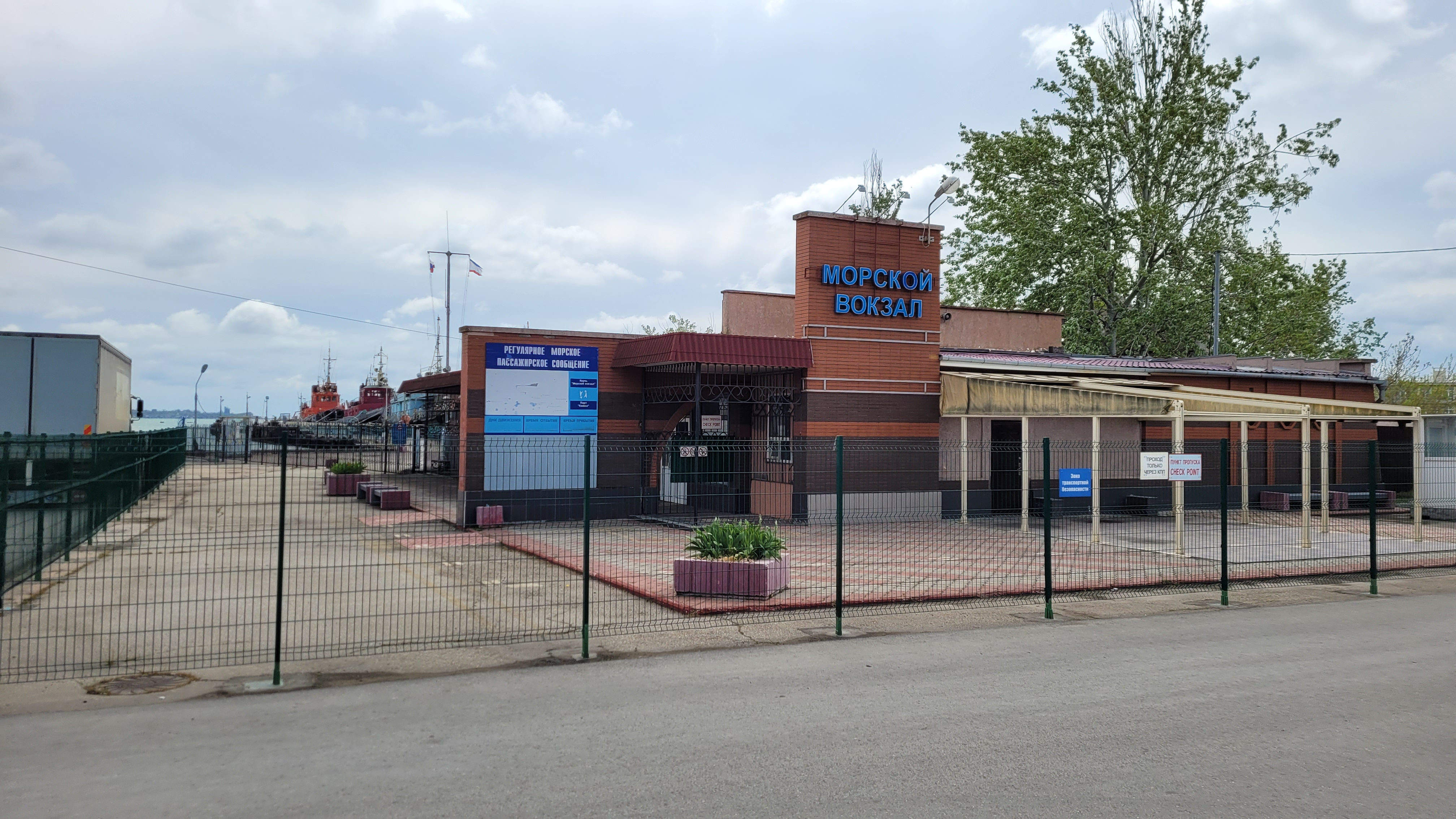
Морской вокзал в Керчи за забором (2021)

- Морской вокзал в Керчи за забором (2021)паромный причал длина 10,4 м, глубина у кордона — 3 м.

### Паромное сообщение
В 2014 году была открыта специализированная грузовая линия Новороссийск — Керчь. В 2015 году на линию Темрюк — Керчь был добавлен второй паром, который стал заходить в морской порт.

## Руководство
Исполнительный директор государственного унитарного предприятия Республики Крым «Крымские морские порты» — Зайцев Виталий Сергеевич.